# Limnocentropus hysbald
Limnocentropus hysbald är en nattsländeart som beskrevs av Malicky och Chantaramongkol 1991. Limnocentropus hysbald ingår i släktet Limnocentropus och familjen Limnocentropodidae.
Artens utbredningsområde är södra Asien. Inga underarter finns listade i Catalogue of Life.